# Idioma hoava
Hoava es una lengua oceánica hablada por entre 1000 y 1500 personas en la Isla Nueva Georgia, Islas Salomón. Los hablantes de Hoava son multilingües y normalmente también hablan Roviana, Marovo, Pidgin salomonense e inglés.

## Introducción

### Historia
Hoava es una lengua austronesia que se habla principalmente en la isla de Nueva Georgia. Nueva Georgia es una isla montañosa, de 85 kilómetros de largo y 41 kilómetros de ancho en su parte más ancha, con una superficie total de 2,145 km2, cubierto de densos bosques tropicales (Davis 2003). La isla estuvo involucrada en una serie de batallas de la Segunda Guerra Mundial, más tarde denominada Campaña Nueva Georgia, que duró del 20 de junio al 3 de noviembre de 1943.[cita requerida]

### Población
Hoava es una lengua austronesia que se habla en tres lugares conocidos: Provincia Occidental (Islas Salomón), Isla Nueva Georgia y Laguna Marovo del Norte, pero principalmente en la Isla de Nueva Georgia. Según un censo de 1986, hay alrededor de 2.360 hablantes de la lengua, pero según el censo de 1999, la lengua es hablada por 460 personas, lo que sugiere una enorme disminución en el número de hablantes.

## Fonológia

### Inventario consonántico
Hoava usa 16 consonantes en su sistema de fonemas, /p, t, b, d, s, β, m, n, r, l, dʒ, k, g, ɣ, ŋ, h/.

### Inventario vocálico
Hoava usa cinco vocales: /i, ɛ, a, ɔ, u/. No existe distinción fonémica de longitud de las vocales, aunque las vocales se pueden alargar cuando se acentúan (Davis 2003).  Las vocales se pueden combinar en pares con el peso de dos sílabas (Davis 2003).

### Estructura silábica
Hoava tiene una estructura de sílaba abierta de (C)V. Dos vocales que aparecen juntas se cuentan como dos sílabas, ya que funcionan como tales para las reglas de marcado transitivo (Davis 2003). Para muchas lenguas oceánicas del grupo familiar lenguas austronesias es común que las palabras no terminen en consonantes.

## Sintaxis

### Orden básico de las palabras
En la tipología tradicional, Hoava es un lenguaje verbo sujeto objeto (VSO). Hay algunas modificaciones a este patrón particular para fines de enfoque y topicalización (Davis 2003).

## Peligro

### Materiales
No hay muchos materiales escritos en Hoava. El único material al que se puede acceder desde el mundo exterior es una guía de gramática de Karen Davis y un libro de cuentos, que apenas está empezando a dejar de utilizarse.  Hay traducciones de la Biblia e historias, pero no se sabe mucho más sobre los materiales supervivientes.

### Vitalidad
Según Ethnologue, Hoava tiene un estado de peligro 6b (amarillo). "La transmisión intergeneracional está en proceso de romperse, pero la generación fértil aún puede usar el idioma, por lo que es posible que los esfuerzos de revitalización puedan restaurar la transmisión del idioma en el hogar" (Lewis 2013). Sin transferencia intergeneracional, los principales usos de salida pronto serán destruidos o desaparecerán, mientras que otras lenguas ocuparán su lugar. Con la disminución de hablantes de L1, el valor del idioma en la comunidad solo disminuirá hasta que ya no sea aplicable a la comunidad.  Combinado con el bajo número de oradores, si no se toman medidas, Hoava se desvanecerá y caerá en desuso.

## Léxico

### Vocabulario indígena
- hore 'canoa'
- leboto 'cuchillo'
- igana 'pez'
- inebara 'banquete'
- pirae 'ahora'
- tavete 'hacer'
- keke 'uno'
- mae 'venir'
- toka 'seguir'
- puta 'dormir'
- gua 'hizo'
- heleana 'río'
- ko 'ser'
- tala 'dónde'
- la 'ir'
- koburu 'niño'
- ome 'ver'

## Numerales
Hoava tiene un sistema decimal de numeración (Davis 2003). 
1. keke 'uno'
2. karua 'dos'
3. hike 'tres'
4. made 'cuatro'
5. lima 'cinco'
6. onomo 'seis'
7. zuapa 'siete'
8. vesu 'ocho'
9. sia 'nueve'
10. manege 'diez'

## Otras lecturas
- Crystal, David. Language Death. Cambridge, UK: Cambridge UP, 2000. Print.
- Lewis, M. Paul, Gary F. Simons, and Charles D. Fennig (eds.). 2013. Ethnologue: Languages of the World, Seventeenth edition. Dallas, Texas: SIL International. Online version: http://www.ethnologue.com.